# Hexactinella ventilabrum
Hexactinella ventilabrum är en svampdjursart som beskrevs av Carter 1885. Hexactinella ventilabrum ingår i släktet Hexactinella och familjen Tretodictyidae. Inga underarter finns listade i Catalogue of Life.